# Nuchequula mannusella
Nuchequula mannusella är en fiskart som beskrevs av Prosanta Chakrabarty och Sparks 2007. Nuchequula mannusella ingår i släktet Nuchequula och familjen Leiognathidae. Inga underarter finns listade i Catalogue of Life.